# Керрі (фільм, 1952)
Керрі (англ. Carrie) — американська мелодрама режисера Вільяма Вайлера 1952 року. Екранізація одного з найвідоміших романів Теодора Драйзера, що став візитною карткою американської літератури XX століття.

## Сюжет
Молода і наївна Керрі Мібер сідає з Міссурі в поїзд, і їде до своєї старшої сестри в Чикаго, щоб почати краще життя у великому місті. В дорозі вона зустрічає продавця меблів Чарльза Дроуета, який дає їй свою візитку. У Чикаго вона влаштовується на взуттєву фабрику, але її швидко звільняють після отримання травми. Нездатний знайти іншу роботу, вона шукає Чарльза, і він запрошує її обідати в Фіцджеральд, найдорожчий ресторан Чикаго. Керрі стає коханкою Чарльза, хоча їй подобається інший.

## У ролях
- Лоуренс Олівьє — Джордж Герствуд
- Дженніфер Джонс — Керрі Мібер
- Міріам Хопкінс — Джулі Герствуд
- Едді Альберт — Чарльз Друет
- Безіл Руісдейл — містер Фітцджеральд
- Рей Тіл — Аллен — поручитель
- Беррі Келлі — Словсон
- Сара Бернер — місіс Оранські
- Вільям Рейнольдс — Джордж Герствуд молодший
- Мері Мерфі — Джессіка Герствуд